# Pueraria lobata
Pueraria montana var. lobata es una subespecie de Pueraria montana, es una planta Magnoliopsida de la familia Fabaceae. Es una de las 50 hierbas fundamentales usadas en la medicina tradicional china donde se la conoce en chino como gé gēn (葛根). Su nombre común en numerosos países es el de kudzu. 

## Usos medicinales
A partir de sus raíces, desecadas y molidas, se obtiene un polvo blanco conocido en Japón como kuzu (クズ o 葛), del que se dice tiene importantes virtudes nutricionales, como reequilibrador de la flora intestinal, siendo habitual su consumo en combinación con Umeboshi. Ello se debe a que contiene isoflavonas útiles, destacando en un 60 % de dichas isoflavonas la  puerarina. También contiene daidzeína (un agente antiinflamatorio y antimicrobiano y  daidzina (molécula relacionada estructuralmente con la  genisteína); por ello es útil en el tratamiento del alcoholismo.
Los componentes encontrados en las raíces de esta planta, el kuzu, afectan a los neurotransmisores (incluyendo serotonina, GABA, y glutamato). Se ha probado su eficacia en el tratamiento de la migraña y la cefalea en racimos (un tipo de dolor de cabeza). También es recomendado su uso para paliar alergias y diarreas. En modelos de experimentación animal se ha probado su posible utilidad para la prevención del Alzheimer.
El kuzu se ha usado en China como remedio tradicional para las resacas. La raíz se ha usado para prevenir el exceso de consumo de alcohol, mientras que la flor se presupone que desintoxica el hígado y alivia los síntomas de dicho consumo.
Se utiliza para tratar acufenos, vértigo, y el síndrome Wei (distrofia muscular).
Por todo ello, en la medicina china tradicional se considera el kuzu una de las 50 plantas fundamentales.

## Propagación
Constituye una de las plantas invasoras más activas, cubriendo rápidamente la vegetación existente y matándola al impedirle la absorción de la luz solar en el proceso de la fotosíntesis. Está incluida en la lista 100 de las especies exóticas invasoras más dañinas del mundo de la Unión Internacional para la Conservación de la Naturaleza.